# Mary Stuart Masterson
Mary Stuart Masterson (Nova Iorque, 28 de junho de 1966) é uma atriz estadunidense.

## Filmografia
- 2023 - Five Nights at Freddy's
- 2006 - The Insurgents
- 2005 - Whiskey school
- 2005 - Intervention
- 2005 - The Sisters
- 2004 - Something the Lord Made (TV)
- 2002 - Um motivo para viver (Leo)
- 2002 - West of here
- 2001 - Three blind mice (TV)
- 2001 - The Book of Stars
- 1999 - Black and blue
- 1999 - The Florentine
- 1998 - Digging to China
- 1997 - The Postman
- 1997 - On the 2nd day of Christmas (TV)
- 1997 - Dogtown
- 1996 - Lily Dale (TV)
- 1996 - Heaven's Prisoners
- 1996 - Bed of Roses
- 1994 - Radioland Murders
- 1994 - Bad Girls
- 1993 - Benny & Joon
- 1992 - Mad at the Moon
- 1991 - Tomates verdes fritos (Fried green tomatoes)
- 1991 - Particularidades do casamento (Married to it)
- 1990 - As coisas engraçadas do amor (Funny about love)
- 1989 - Quase uma família (Immediate family)
- 1989 - O céu se enganou (Chances are)
- 1988 - O elétrico Mr. North (Mr. North)
- 1987 - Jardins de pedra (Gardens of stone)
- 1987 - Alguém muito Especial (Some kind of wonderful)
- 1986 - Caminhos violentos (At Close Range)
- 1986 - My little girl
- 1985 - Love lives on (TV)
- 1985 - Somos todos católicos (Heaven help us)
- 1980 - City in fear (TV)
- 1975 - As esposas de Stepford (Stepford wives, The)

## Prêmios
- Recebeu uma indicação ao MTV Movie Awards de Melhor Dupla, por "Benny & Joon - Corações em Conflito" (1993).